# Aliprando di Asti
Aliprando (fl. VIII secolo) è stato un duca longobardo, duca di Asti alla metà dell'VIII secolo.
Succeduto a Imberga (la moglie di Teodone e sorella di re Liutprando che aveva a lungo tenuto la reggenza del ducato), è l'ultimo duca longobardo di Asti citato nei documenti. Ottenne l'investitura nel 744 per mano del re longobardo Rachis, di cui Aliprando era parente.